# Griče
Griče je naselje u Republici Hrvatskoj, u sastavu Općine Ribnik, Karlovačka županija.

## Zemljopis

### Smještaj
Griče je smješteno zapadno od Karlovca, blizu granice sa Slovenijom. Nalazi se na početku Ribničke doline dolazeći iz pravca Netretića, između Kupe i Žumberačke gore u podnožju gore Lipnik uz magistralnu cestu D6 Karlovac – Jurovski Brod.

### Promet
Cesta D6 u povijesti je bila od izuzetnog značaja u spajanju Kranjske i Bele Krajine (Slovenija) sa Zagrebom, Dalmacijom, Primorjem te Bosnom i Hercegovinom.

### Reljef
Griče je na terenu koji čine plitki krš pokriven ilovačom, s brojnim geomorfološkim pojavama: vrtačama, jamama, špiljama (Zvonećka u gori Lipnik), ponorima i slično.

### Pripadajući zaseoci
Selo Griče razmješteno je na brdovitom terenu, podijeljeno na Donje i Gornje Griče sa zaseocima Carova draga, Kraljevo brdo (Kranjčev brig), Miškova draga, Novoselova draga, Brdo, Jarmeki, Fabska gorica, Šišnja draga i Dvor

### Biljni i životinjski svijet
Tlo je pokriveno  travnjacima, bujadarama, stelnjicima, grmljem i šumama.
Šumski pokrov čini bjelogorično drveće pretežno  grab,  pitomi kesten, breza,  bukva i rjeđe hrast kitnjak te cer. Šume su bogate gljivama i raznim vrstama visoke divljači.

### Klima
Klima je kontinetalna, ljeta izrazito topla i često sušna, a zime dosta duge.

## Stanovništvo
Prema posljednjem popisu stanovništva iz 2001. godine u Griču je živjelo 79 stanovnika u 36 obiteljskih kućanstava.
Stanovnici sela Griče većinski su hrvatske nacionalnosti i rimokatoličke vjeroispovijesti.[nedostaje izvor]
Zbog teških gospodarskih prilika demografska kretanja Gričkog kraja u već više od stotinu godina imaju izrazito emigracijski karakter. Najviše Gričana iselilo je u SAD, Kanadu, Argentinu, Venezuelu, Australiju, a u novije vrijeme u Njemačku. Snažne emigracije uzrokovale su kontinuirani pad broja stanovnika koji traje i danas.
| broj stanovnika | 315   | 332   | 320   | 350   | 327   | 320   | 291   | 288   | 281   | 281   | 271   | 253   | 164   | 126   | 79    | 63    | 43    |
|                 | 1857. | 1869. | 1880. | 1890. | 1900. | 1910. | 1921. | 1931. | 1948. | 1953. | 1961. | 1971. | 1981. | 1991. | 2001. | 2011. | 2021. |

### Prezimena
U Gričkim zaseocima na brdu (brigu) ili dragi žive stanovnici istog prezimena, a to su: Car, Kralj, Fabac, Novosel, Hadušek, Jarmek, Sečen, Horvat i dr.

## Kulturni i sakralni objekti
U Gričima postoji kapela Sv. Ane, vrijedan kulturno-sakralni spomenik. Izgrađena je u 18. stoljeću od kamena s drvenim tornjem (zvonikom) te je po tome jedinstvena u karlovačkom kraju. U kapeli se ističe oltar s kipom Sv. Ane velike umjetničke vrijednosti. Kapela Sv. Ane danas je potpuno prepuštena daljnjem propadanju.
Mještani Griča izgradili su u blizini novu kapelicu istog naziva Sv. Ana.

## Povijest
Selo Griče je kroz srednji vijek bilo kmetsko naselje, a promjene plemićkih gospodara su bile česte. 1300. g. ušlo u posjed prvih gospodara Ribnika, Bobanića kao i svi posjedi i sela od tadašnje Kranjske do Bosne. Stanovnici Griča bili su nakon Ribničkih vlastelina Bobanića, kmetovi Zrinskih i Frankopana, a 1653. g. Griče iz ruku Zrinskih prelaze u posjede obitelji Affelter. Kasniji gospodari Griča bili su vlastela Nikola Škrgatić, Ignatz Vernić i Aloisie Saxs te njegovi nasljednici: Anna Jokan,Wilhelmine Sax, Maxsimiliane Sollner i Henriette Weis. 1848. g.  odlukom Bana Jelačića i zaključkom Hrvatskog sabora ukida se kmetstvo te se mnoga dotadašnja plemićka imanja u Hrvatskoj, među kojima je i Griče, predaju uz odštetu dotadašnjim kmetovima.
Od 1408. g. pa do 1543. g. Grički su kraj često pljačkali Turci prodirući sve do Kranjske. Posebno teška je bila 1431. godina kada su Turci popljačkali Grički kraj, a mnogo stanovnika odvedeli u roblje.
Za vrijeme Prvog svjetskog rata mnogi vojno sposobni stanovnici ratovali su kao vojnici Austro-Ugarske, od kojih se mnogi nikad nisu vratili s istočnog bojišta .
Drugi svjetski rat bio je posebno poguban za Griče. Većina sposobnog stanovništva je bila uključena u antifašističku borbu kao pripadnici Karlovačke udarne brigade u kojoj su mnogi poginuli. Najveća stradanja u Drugom svjetskom ratu stanovnici Griča su doživjeli 1944. godine kad su ustaše u Gričima pogubili mnogo nedužnih civila. Mnoge starije muškarce i žene odveli su u Karlovac gdje su ih nakon mučenja ubili, a većinu su odveli u ustaški logor Jasenovac. Neki stanovnici Griča bili su i u ustaškim postrojbama stacioniranim u Karlovcu, Ozlju i Stativama. Mnogi od njih poginuli su ili stradali na križnom putu. 
U Domovinskom ratu većina vojno sposobnih stanovnika iz sela iz Griče bila je u postrojbama Hrvatske vojske 110. brigada, 129. brigada, 137. brigada i drugim postrojbama Karlovačke županije. 